# Handball-Bayernliga 1966/67
Die Saison 1966/67 der Handball-Bayernliga wurde unter dem Dach des „Bayerischen Handballverbandes“ (BHV) organisiert, sie war die neunte Spielzeit der höchsten bayerischen Handballliga und nach der Handball-Bundesliga als zweithöchste Spielklasse im deutschen Ligensystem eingestuft.

## Bayerische Meisterschaft
Meister und Teilnehmer an den Aufstiegsspielen zur Bundesliga war der TSV Ansbach. Ansbach konnte sich bei der Süddeutschen Meisterschaft als Drittplatzierter nicht für die Bundesliga 1967/68 qualifizieren. Vizemeister wurde der TSV Milbertshofen. Der TV 1860 Bad Windsheim und der 1. FC Nürnberg (Rückzug) waren die Absteiger.

### Modus
Es spielte jedes Team nur einmal gegeneinander, ohne Rückrunde. So war bereits nach neun Spieltagen die Meisterschaft entschieden. Der Meister war zur Teilnahme an der Süddeutschen Meisterschaft qualifiziert. Platz 10 war der einzige Absteiger.

## Teilnehmer
An der Bayernliga 1966/67 nahmen zehn Mannschaften teil. Titelverteidiger war der TSV Ansbach und neu in der Liga waren die Aufsteiger TSV Allach 09,  1. FC Nürnberg, TV Coburg-Neuses und Post SV Regensburg. Nicht mehr dabei war der Absteiger der Vorsaison, die Regensburger Turnerschaft.

### Abschlusstabelle
|     | Mannschaft                   | Spiele | Punkte |
| --- | ---------------------------- | ------ | ------ |
| 1.  | TSV 1860 Ansbach (M)         | 9      | 18:0   |
| 2.  | TSV Milbertshofen            | 9      | 16:2   |
| 3.  | ESV München-Laim             | 9      | 11:7   |
| 4.  | TV Coburg-Neuses (N)         | 9      | 10:8   |
| 5.  | TSV Allach 09 (N)            | 9      | 9:9    |
| 6.  | VfB Coburg 07                | 9      | 8:10   |
| 7.  | 1. FC Nürnberg (N) (Rückzug) | 9      | 5:13   |
| 8.  | TSV 09 Landshut              | 9      | 5:13   |
| 9.  | Post SV Regensburg (N)       | 9      | 4:14   |
| 10. | TV 1860 Bad Windsheim        | 9      | 4:14   |

Bereich des „Bayer. Handballverbandes“ (BHV)

(M) = Meister (Titelverteidiger) (N) = Neu in der Liga (Aufsteiger) 

Bayerischer Meister und für die Endrunde zur Süddeutschen Meisterschaft qualifiziert
 Für die Bayernliga 1967/68 qualifiziert
Absteiger